# Заря (Михайловский район)
Заря — посёлок Михайловского района Рязанской области России, административный центр Горностаевского сельского поселения. 

## География
Посёлок расположен в 22 км на юго-запад от райцентра города Михайлов.

## История
Образован перед Великой Отечественной войны как посёлок зернового совхоза «Заря» Горностаевского сельсовета Михайловского района. С 1943 года посёлок в составе Октябрьского района, с 1946 года — в составе  Рязанской области, с 1956 года — вновь в составе Михайловского района. 
В 1966 г. указом Президиума Верховного Совета РСФСР поселок совхоза «Заря» переименован в посёлок Заря.
С 2005 года посёлок является административным центром Горностаевского сельского поселения.

## Население
| 2010 |
| ---- |
| 585  |

## Инфраструктура
В посёлке находятся Заревская средняя общеобразовательная школа, детский сад «Колокольчик», дом культуры.